# Maturitatea artistică a lui Gheorghe Tattarescu
 Acest articol dezvoltă secțiunea Maturitatea artistică a articolului principal Gheorghe Tattarescu .
Gheorghe Tattarescu a ajuns să practice pictura într-o epocă în care zugravii de biserici, care aparțineau unei tradiții bizantine, au început să-și dea seama care ar fi căile prin care să modernizeze și să înnoiască cu elemente ale realității rutinatul meșteșug pe care-l practicau într-o pictură codificată. Ion Frunzetti a apreciat că artistul român era din copilărie pătruns de spiritul bizantin al picturii autohtone. El a beneficiat de lecții de pictură de la unul din zugravii laici - Nicolae Teodorescu, fapt care a dus la asimilarea de către acesta și a tresăririlor de personalitate de tip laic ale mentorului său. Astfel, spunea Frunzetti, formarea sa a corespuns momentului istoric în care punctul de vedere realist a început să fie introdus în școlile mânăstirești, prin umanizarea Erminiilor cu elemente de observație.
Pictorul român a intrat în contact cu această artă încă de la începuturile picturii de șevalet de tip occidental din România. Și-a făcut studiile în Italia, a fost în Franța și s-a întors la București cu un meșteșug înnoit. L-a pus în valoare pentru exprimarea ideilor revoluționare de la 1848 și și-a împărtășit tristețea ca urmare a eșecului acesteia, Tattarescu a revenit la București în 1851 într-un mediu cultural rarefiat, într-o perioadă de reacțiune care a precedat Unirea Principatelor. El a fost cel care s-a implicat în crearea de condiții reformatoare care au asigurat apariția unor organisme prin care manifestarea artei să fie asigurată de forme de învățământ instituționalizat. Tattarescu este astăzi considerat ca pionier al artei românești. El a fost primul artist care a înfățișat țăranul român, primul peisagist român și unul dintre cei mai importanți cercetători pentru conservarea și descoperirea tezurului istoric din România. Gheorghe Tattarescu a servit pictura românească și în momentele ei de criză și a scos-o la un liman, de unde, a fost preluată de Theodor Aman. Din acel moment, el a jucat un rol secundar ca profesor, în care a format elevi la Școala de Belle Arte din București.
Tattarescu a răspândit în România valorile europene și a fost un apologet al valorilor naționale în străinătate. Tattarescu a fost simbolul viu al picturii românești până la marea lansare a lui Nicolae Grigorescu din anul 1873 la marea expoziție a Societății Amicilor Bellelor-Arte de la Hotel Herdan din București. El a fost un zugrav medieval de biserici, un iconar laicizant, un bursier academist al statului în Italia, un portretist inovator. Ca autor academist, el a urmărit să figureze ideologia progresistă a timpului său folosind știința și tehnologia, pe care le-a asimilat, pentru a crea compoziții istorice al căror rol era de a răspândi mesaje propagandistice prin litografiere.

## Pictorii academiști din România (1864-1873)
După înființarea școlilor de arte frumoase din Principatele Unite ale Moldovei și Țării Românești, „Școala de Muzică și Declamațiune de la Iași”, la 26 octombrie 1860 urmată la 26 de zile mai târziu de „Școala de Sculptură și Pictură”, și Școala Națională de Arte Frumoase din București în anul 1864, căutările și nesiguranțele începuturilor în domeniul picturii din România au rămas de domeniul trecutului, chiar dacă a existat acel triumvirat de pictori revoluționari de la 1848 ai cărui membri au fost Constantin Rosenthal, Ion Negulici și Barbu Iscovescu. Din 1864 arta a progresat rapid sub conducerea inteligentă a lui Theodor Aman, cel care a devenit pentru acele timpuri o personalitate de prim rang în arta românească. Alături de Aman au fost și pictori care s-au format cu totul altfel și de aceea ei nu sunt lipsiți de importanță prin felul în care au reușit să dea o îndrumare progresului artistic din România, ca urmare a modului cum au ajuns să capete ei înșiși o conștiință artistică. Ei s-au impus publicului, tineretului și oficialităților și au avut importanță în îndrumarea tinerilor talentați, în formarea gustului publicului sau în expertiza cu care au ajutat oficialitățile în luarea de decizii în domeniul artistic.
Cei mai importanți artiști care au făcut parte din acest grup au fost Gheorghe Tattarescu și Carol Popp de Szathmári. Tattarescu a fost prototipul pictorului valah care a pornit de la începutul secolului al XIX-lea cu zugrăveala de tip bizantin și a urmat mai apoi toate etapele modernizării gustului și a laicizării picturii, ajungând la final la peisagistica tipică sfâștitului de secol. Szathmári a fost cel mai important dintre artiștii transilvăneni care s-au stabilit în Principate. Între cei doi mari maeștri români s-au situat micii transmițători, așa cum au fost Gheorghe Pompilian, Petre Alexandrescu, Gheorghe Ioanide din preajma lui Tattarescu și Henric Trenk și Fidelis Walch din proximitatea lui Szathmári. Cele două curente, realismul lui Aman și academismul celor amintiți mai sus, s-au contopit mai târziu în marea albie definită de progresul artei românești.

## Curentul academist în România
Academismul a reprezentat una din cele două direcții pe care arta românească o propunea ca urmare a schimbărilor politico-sociale și a celor de ordin culutural la nivelul anului 1864 cînd s-a înființat Școala Națională de Arte Frumoase din București. Acest curent a fost pe placul claselor conducătoare din Principatele Unite, el fiind un stil al artei lipsite de riscul înnoitor, el fiind expresia conservatorismului.
Curentul academist a avut în România un reprezentant de seamă prin Gheorghe Tattarescu, dar a avut la început mult mai mulți adepți. Istoricul de artă Ion Frunzetti a afirmat că a fost normal acest lucru, prin prisma faptului că au existat o mulțime de tineri care s-au format în școlile occidentale în acele vremuri în care Apusul Europei era marcat de lupta pe care o ducea învățământul oficial cu romantismul. În acea epocă, academismul reprezenta o reacție antiromantică și era implicit un status-quo social. Deoarece avea de combătut exagerările romantismului care beneficia de gustul majoritar al opiniei publice, școlile de artă oficiale și-au structurat programa pe tradiția clasică. Academiile de artă ajunseseră, în acea criză cu care s-au confruntat, la un dogmatism teoretic, la o reglementare deosebit de rigidă a creației artistice, la o codificare strictă a mijloacelor și a temelor și la o impunere a necesității regulilor și a cadrelor prestabilite. Astfel, învățământul militant al academiilor oficiale și-a accentuat caracterul scolastic prin îndrumările date spre a fi urmate privind rețetele transmise de marii maeștri sau convențiile de atelier.
Tinerii trimiși de stat prin intermediul burselor, ca și cei care au plecat la studii în străinătate pe cont propriu, s-au întors în țară în preajma Unirii Principatelor și toți și-au luat sursele de inspirație din concepțiile academice ale Apusului. Înființarea muzeelor, organizarea de Expoziții ale artiștilor în viață și înființarea școlilor de artă (1864) a dus la triumful academiștilor români care au devenit ulterior profesori în învățământul artistic din România. Unul dintre bursierii statului moldovean a fost Gheorghe Panaiteanu-Bardasare. El a jucat un rol deosebit de important prin faptul că a fost organizatorul școlii de arte din Iași, animator artistic și pedagog, organizator de muzee și expoziții periodice din Moldova. Influența lui Bardasare a fost resimțită de generații întregi de tineri artiști începând cu anul 1860.

## Bucureștiul la jumătatea secolului al XIX-lea

### Situația social-politică
Capitala Țării Românești avea în anul 1852 circa 75.000 de locuitori, circa 20.000 aflați în tranzit,  132 de biserici și peste 13.000 de case. Așa cum rezultă din Calendarul pentru următorii trei ani 1851, 1852, 1853 redactat de Ioan Gherasim Gorjan tipărit la tipografia lui Eric Winterhalder și Constantin A. Rosetti, Bucureștiul acelor ani era „... o cetate de noblețe, de petreceri și de bucurie, loc de pășire din năravurile barbare către obiceiurile europene. Este cetatea Europei în care, deși nu sînt prețuite adevăratele talente, dar se cunoaște adevăratul înțelept, sau neînțelept; pentru că este întocmai ca piatra și ca topitoarea ce aleg și lămuresc aurul și argintul. Nici un matematic, nici un industriaș, nici un doctor, nici un învățat nu pot fi desăvîrșiți, fie cei mai eminenți în alte capitale, de nu vor practica aci între extravagantele și feluritele idei și spirituri”.
Scaunul domnesc a fost ocupat în data 16 iunie 1849 de Barbu Știrbei, fratele domnitorului Gheorghe Bibescu care abdicase în anul 1848. Imediat după urcarea pe scaun, Știrbei a redeschis școlile și a înființat cursurile de învățământ superior, care din anul 1850 au fost predate în limba română. În anul 1851 a înființat la București o școală de artă și meșteșugărie, una de chirurgie, a introdus un cod de procedură penală și a deschis spitale în reședințele județene. Barbu Știrbei a mărit veniturile administrației de stat și a adus reforme în sistemul de pensii, deschizând accesul la pensionare și persoanelor care aveau salarii mai mici de 200 de lei.
Domnitorul a reglementat relația dintre clăcași și marea boierime prin așa zisă Lege a-lui Știrbei, al cărei titlu oficial era -- „Instrucții pentru introducerea noii legiuiri privitoare la reciproacele drepturi și îndatoriri ale proprietarului și ale lucrătorilor pământului”. Prin aceasta, Știrbei a sporit numărul zilelor de muncă ale clăcașilor de la douăsprezece la douăzeci și două și a scăzut câtimea muncii pe zi, aducând astfel o ușurare a vieții acestora. Pentru că legea îl vedea pe țăran doar ca pe un chiriaș al pământului fără a-i da speranța cumpărării lui, chiar dacă i-a ușurat munca, ea a lovit într-o concepție preexistentă care a fost validată cu ocazia Proclamației de la Islaz din 1848. De aceea, țărănimea nu a privit cu ochi buni noua lege și a întâmpinat-o cu proteste și nemulțumiri, astfel că situația ce reiese din Calendarul lui Gorjan din 1851, nu oglindea și condițiile de trai ale maselor. Pe plan politic internațional începea Războiul Crimeii.

### Situația artistică
În ce privește artele plastice, Barbu Știrbei a dat Decretul nr. 1751 din 23 decembrie 1850 prin care a înființat Muzeul de Arte Plastice din București. La finalul decretului se precizează că:
„... trimitem și Noi pe lîngă acest Ofis două tablouri lucrate de doi romîni și anume : G. Tattarescu, care se află la Roma cu cheltuiala Sf. Episcopii Buzeu și P. Alexandrescu, care dovedind o aplicare și un talent deosebit pentru pictură, se va trimite pe patru ani la Roma, cu cheltuiala din casa școalelor, ca să se desăvîrșească într-această specialitate și cu vreme să se deschiză și această carieră tinerimii pe lîngă altele ce s-au așezat cu noua Organizație a școalelor. Subvenția anuală a acestui tinăr va fi de două sute galbeni pe an și se va începe de la 1 martie anul viitor 1851.”
Muzeul a fost organizat într-o încăpere a Academiei care era construită pe actuala stradă a Academiei, acolo unde astăzi se află Universitatea din București. S-a stabilit programul de vizitare și Carol Wallenstein de Vella a fost numit custode cu un venit lunar de 250 lei. Wallenstein organizase încă din anul 1837 un muzeu universal unde a expus unele copii și portrete alături de mulaje și animale împăiate. Copiile și portretele existente deja, au completat galeria de tablouri nou înființată de Barbu Știrbei. Maiorul D. Pappazoglu a precizat în anul 1865 că:
„... Academia noastră este destul de frumoasă, destul de spațioasă și bine situată în mijlocul Capitalei; era, în sine, destinată a servi pentru clasele superioare de învățămînt, pentru tipografie și orice alt, dar nu de împăcare înghesuită și grămădită, la un loc, al unui muzeu, cum de depozit al unor obiecte sacre de arheologie și rarități. Asemenea putem observa și despre modesta noastră bibliotecă națională, precum și despre galeria de tablouri, care în starea în care se află astăzi sînt expuse a fi prada incendiului ce adeseori s-a văzut că se întîmplă la noi, mai cu seamă din neglijența servitorilor.”
---- Articol scris de Maiorul D. Pappazoglu în Ziarul Reforma nr. 9 pe anul 1865
Primul tablou al Muzeului de Artă a fost Renașterea României (nr. 1) a lui Gheorghe Tattarescu așa cum rezultă dintr-un inventar care s-a făcut în data de 2 noiembrie 1864 cu ocazia trecerii muzeului sub tutela Școlii de Belle Arte din București. Al doilea tabloul, cu numărul 2 de inventar a fost Jurământul lui Mihai Viteazul realizat de Carol Wallenstein de Vella. Lucrarea care a fost amintită de decretul de înființare al muzeului ca aparținând lui Petre Alexandrescu a figurat la inventar cu numărul 17, ea era o copie, intitulată Tămăduirea lui Tobio, după un artist neprecizat.
În anul 1851, în data de 18 decembrie, statul a cumpărat pentru dotarea muzeului cinci lucrări, cu douăzeci de lei bucata, realizate de Constantin Lecca: 3 copii ( Tăierea capului Sfântului Ioan (nr. 6), Isus Hristos întâmpinat de Magdalena (nr. 7) și Moartea lui Abel (nr. 8) ) după picturi clasice și două originale ( Intrarea lui Mihai în Belgrad (nr. 3) și Un bătrân în temniță — Caritatea română (nr. 4) ). Petre Alexandrescu a trimis pentru muzeu, în anul 1852, de la Roma, două lucrări, Cele trei grații (nr. 45) și Atila (nr. 46), pentru care a primit de la Eforia Școalelor cincizeci de galbeni. Petre Mateescu a trimis în anul 1855 de la Viena o miniatură pe un blat de fildeș intitulată Fugirea din Egipt (nr. 55) care a fost atribuită eronat lui Petre Alexandrescu.
După exilarea pictorilor revoluționari, în Țara Românească nu mai erau decât vreo câțiva artiști străini și români. Așa erau, făcând abstracție de breasla zugravilor de subțire, Anton Chladek și Carol Wallenstein de Vella și dintre români Mișu Popp, Carol Popp de Szathmary și Constantin Lecca. Catedra de desen a Colegiului Sfântul Sava a fost preluată de Lecca de la Wallenstein, cei doi fiind singurii profesori de desen din Muntenia din acea epocă.

## Maturitatea artistică
Fosta conducere a Școlii de Bellea Arte din București și alți biografii ai pictorului Gheorghe Tattarescu au afirmat de-a lungul timpului că artistul a fost profesor de desen al școlii militare, în perioada 1852 - 1859, pe care Barbu Știrbei a înființat-o în anul 1850. Jacques Wertheimer-Ghika în biografia sa a negat aceste ipoteze precizând că au existat două motive pentru care Tattarescu nu ar fi făcut acest lucru. Primul ar fi ținut de aversiunea pictorului pentru serviciul militar, cunoscut în epocă, și al doilea de natură documentară. Motivul din urmă este susținut de un certificat prin care s-au precizat anii de profesorat de la Școala de Belle Arte începând din anul 1869. Prin acest document se indică faptul că Tattarescu a îndeplinit o funcție de profesor doar din anul 1859. Prin menționările sale, Ghika a înlăturat ipoteza care ar spune că la întoarcerea în Țara Românească din Italia, unde și-a efectuat studiile de pictură, artistul și-ar fi câștigat existența din practicarea meseriei de profesor de desen. Ghika a susținut că la revenirea la București, artistul avea deja o popularitate importantă datorită alegoriei sale Renașterea României, care era deja cunoscută de publicul bucureștean. Ca urmare, el a fost primit de domnitorul Știrbei care i-a înmânat, drept recompensă a reușitei, un ceas de aur de buzunar ornat în email.

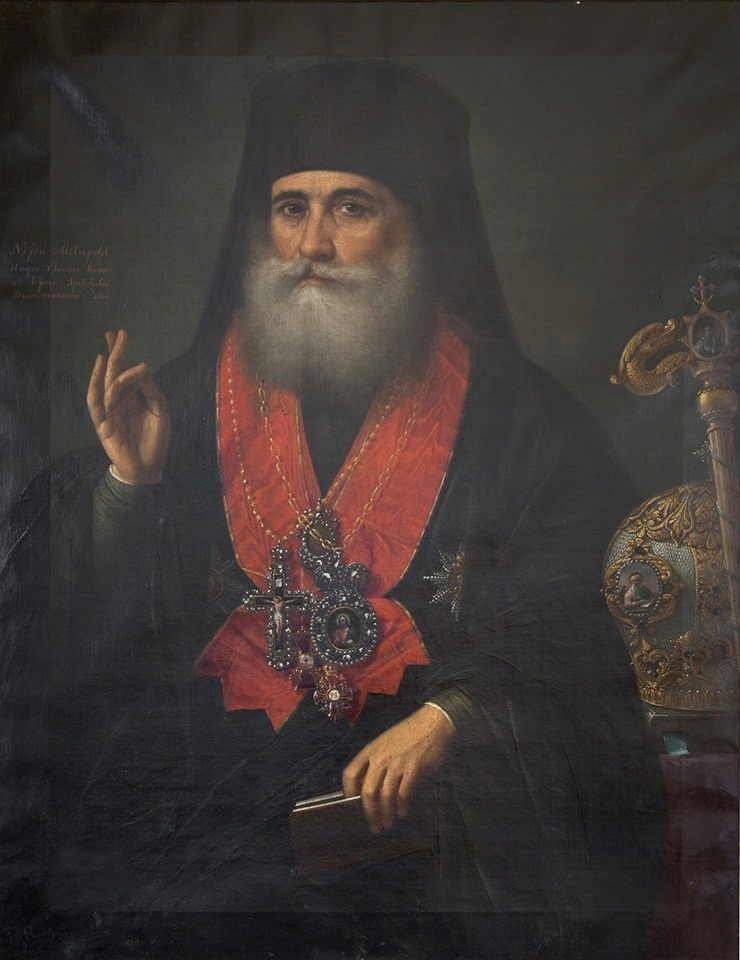
Mitropolitul Nifon de Gheorghe Tattarescu (realizat în 1862)

Fiind deja cunoscut în lumea artistică bucureșteană, Tattarescu a primit din partea Mitropolitului Ungrovlahiei Nifon, succesorul Mitropolitului Neofit al II-lea, o comandă pentru realizarea unui portret. Portretul lui Nifon a fost primul pe care le-a realizat pictorul din toată seria sa de portrete ulterioare.[A] Nifon a fost înfățișat într-o cameră luxoasă, specifică rangului său, cu barba bogată de culoare castanie, cu ochi înțelegători și vii, tabloul având o semnătură încă în formare „Tattarescu făc. 1852, Bucarest”. Relația pictorului cu înaltul prelat român s-a tradus într-o lungă prietenie care s-a încheiat în anul 1875 cu decesul lui Nifon. Pozându-i pentru alte portrete, Nifon l-a recomandat pe Tattarescu familiei Oteteleșanu pentru a picta biserica de la Măgurele de lângă București. Această comandă a fost prima pe care a realizat-o imediat după întoarcerea din Italia.
O dată cu izbucnirea Războiului Crimeii și creșterea datoriilor statului de la 4.000.000 lei, atât cât erau în anul 1853, la 26.000.000 lei în 1854, activitatea culturală a scăzut la niveluri dramatice. Singura instituție care a mai dispus de fonduri fiind biserica, Tattarescu a primit prin mijlocirea Mitropolitului Nifon comanda zugrăvirii Bisericii Zlătari din București (iulie 1853), pe care a terminat-o în anul 1854, și a schitului Cetățuii de lângă Râmnicul Vâlcea (noiembrie 1854), aflată sub ocupație austriacă.

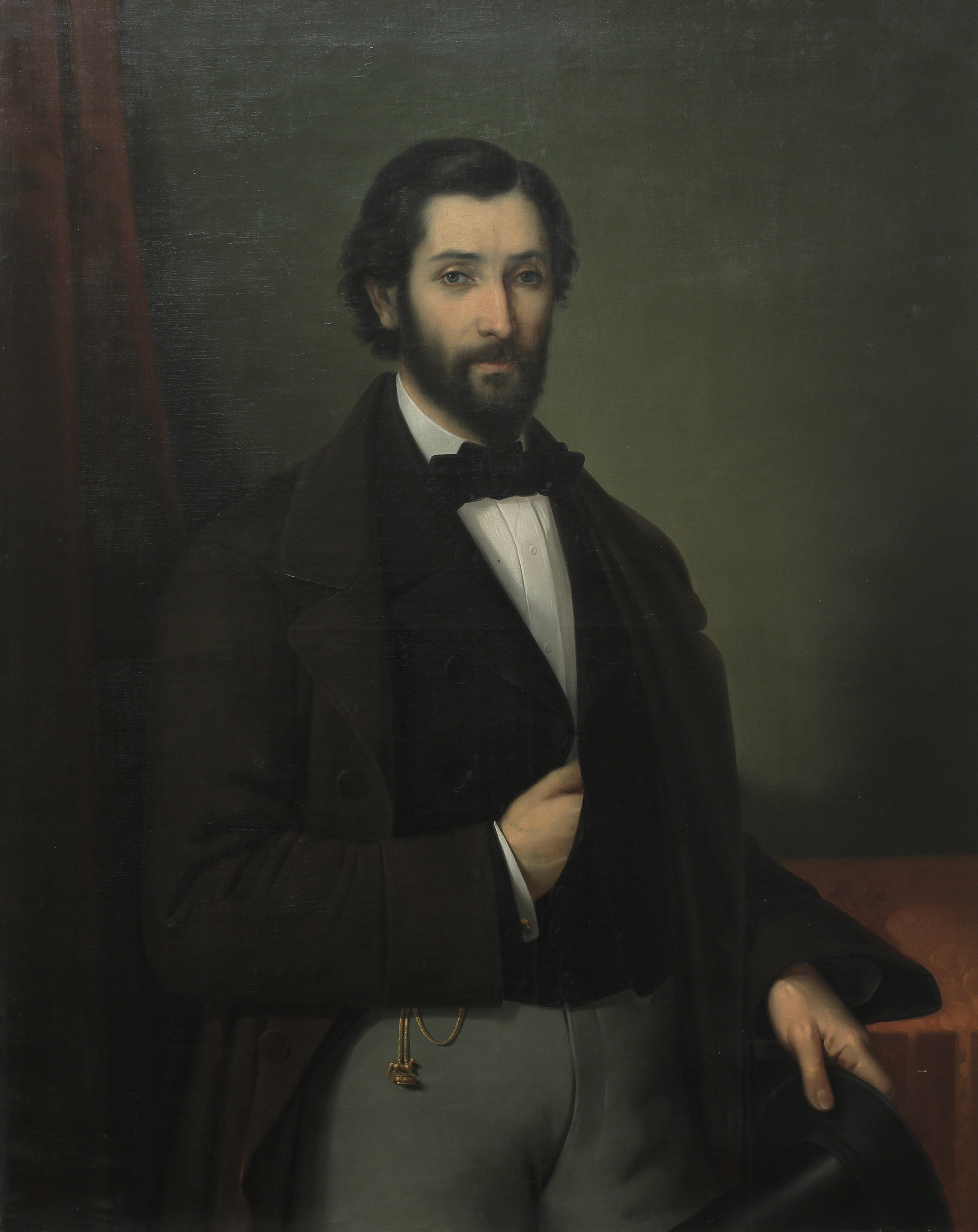
Portretul colonelului Alexandru Kirilov (1855) de la Muzeul de Artă din Cluj-Napoca

În anul 1855 a realizat portretul colonelului Alexandru Kirilov[B] (aflat la Muzeul de Artă din Cluj) și al lui Ion Cornescu (aflat la Muzeul Militar din București), Jacques Wertheimer-Ghika afirmând că artistul nu a mai pictat alte portrete în perioada acestui război. Dacă portretul lui Cornescu se remarcă prin expresivitatea personajului, ambele lucrări au rămas prețioase prin valoarea documentară asupra uniformelor miltare folosite în acea epocă. Kirilov a fost realizat în picioare cu un pantalon strâmt de culoare deschisă. O redingotă cade pe umeri lăsând să se vadă un guler scrobit. Ovalul chipului este încadrat de părul bogat și barba este de culoare deschisă. Personajul are ochii triști și gânditori sub niște sprâncene subțiri. Mâna dreaptă o are pe jumătate ascunsă sub jiletcă și mâna stângă ține un joben fiind lăsată-n jos. Datorită jobenului lucrarea a mai purtat și numele Omul cu joben. Prin reprezentarea unor lumini multiple, artistul a dovedit că posedă ample resurse de portretist.

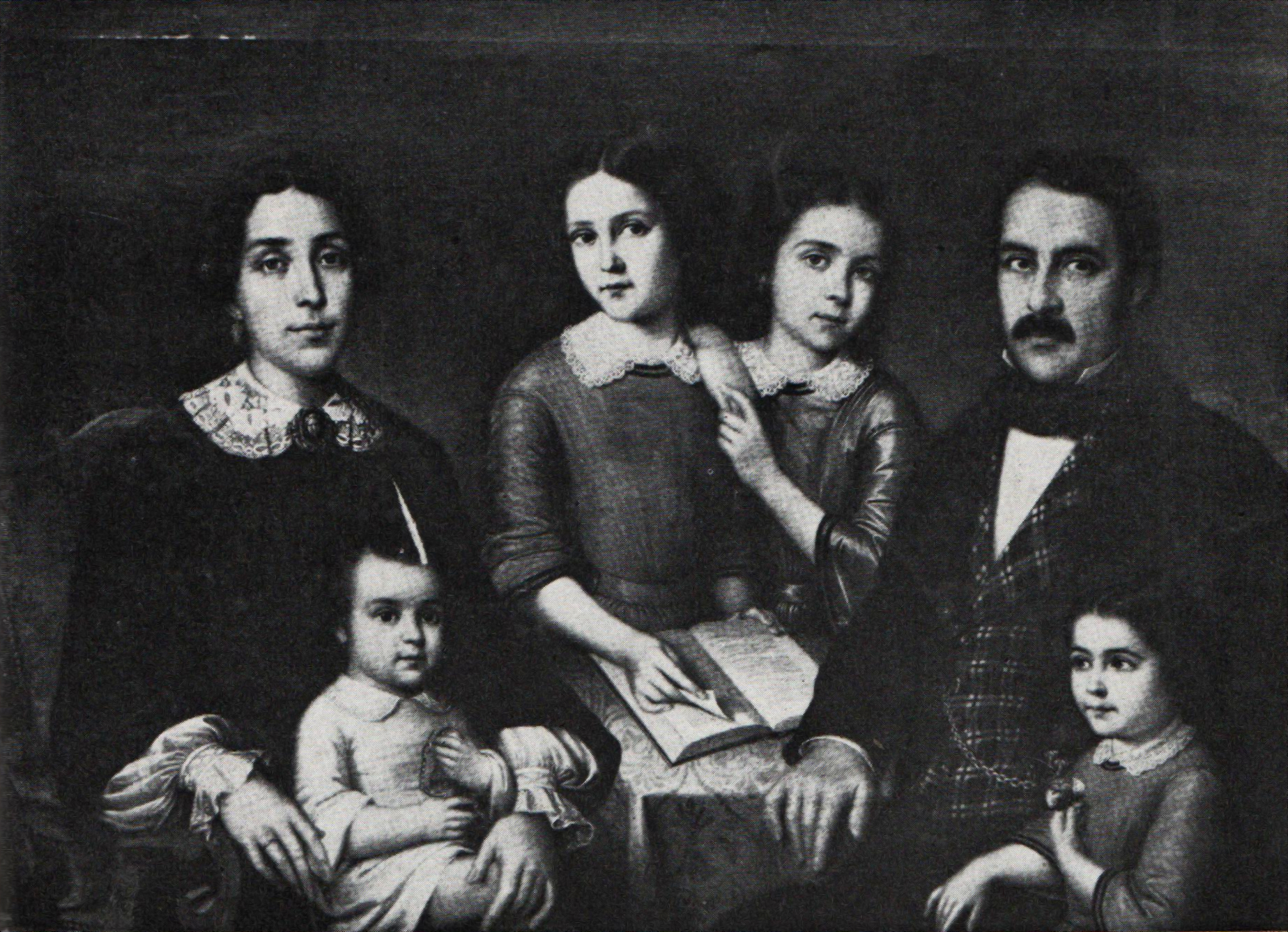
Familia Kretzulescu (1854-1855) - expus la Muzeul de Artă din Buzău

Gheorghe Tattarescu a frecventat casa lui Constantin Al. Kretzulescu situată pe Calea Rahovei.  Familia Kretzulescu era foarte bogată și toți cei patru frați au participat la Revoluția română de la 1848.  Constantin învăța pictura, Nicolae luase doctoratul în medicină al Paris în 1839 și a înființat Școala de mică chirurgie de la Spitalul Colțea. Amândoi împreună cu Dumitru și Scarlat au făcut parte din Frăția. Constantin a fost președintele Sfatului orășenesc, Nicolae a fost cârmuitor-revizor peste șase județe din Muntenia, Scarlat a fost comandant al Gărzii Naționale unde Dumitru era ofițer. Constantin a fost în anul 1853 guvernatorul și comandantul poliției, mare agă și ulterior primministru. Scarlat a devenit ministru, Dumitru general și doctorul Nicolae prim-ministru. Din perioada 1854 - 1855 a rămas portretul de familie care se află astăzi la Muzeul de Artă din Buzău unde sunt înfățișați Constantin, Luxandra Kretzulescu și cele patru fiice ale familiei. Acest tablou a rămas istoriei până astăzi ca fiind singura compoziție de grup pe care a realizat-o Tattarescu. Fiecare personaj se constituie ca un portret în sine, Compoziția convențională este echilibrată și coloritul reflectă însușirile materiei: stofe, mătăsuri, broderii și metal. La același muzeu se mai află expus și Portretul lui Anastase Dedulescu, tatăl Luxandrei, înfățișat într-un costum tradițional albanez.
O altă casă unde obișnuia să meargă era cea a Sevastiței Bălcescu. Aceasta i-a prezentat-o pe mătușa sa, medelnicereasa Catinca Ionidi. Acolo a cunoscut-o pe Maria Ioanidi în anul 1854. Maria avea 18 ani, aproape de două ori mai tânără decât Tattarescu. Tocmai terminase pensionul de fete Malanotti unde a învățat limba germană, italiană, franceză și puțin desen. Catinca era văduva directorului Bibliotecii Naționale, Gheorghe Ioanidi, care avea o casă în Mahalaua Radu Vodă, o vie la Dealul Mare din comuna Pleașa și o moșie pe care s-a construit mai târziu moara fraților Müller. Tattarescu nu avea avere și primise de curând rangul de pitar. Cei doi s-au logodit în iarna 1855 - 1856 și intenționau să se căsătorească după terminarea războiului.
În ziua de 14 martie 1856, Gheorghe Tattarescu a semnat actul de dotă prin care Catinca Ioanidi a fixat zestrea Mariei al 2.000 de galbeni. Catinca a donat două perechi de case situate în Mahalaua Radu Vodă pe care le-a evaluat la 1.900 de galbeni, restul de 100 galbeni fiind estimați ca valoare a unor mărunțișuri și rochii. În data de 29 aprilie 1856, Maria Ioanidi și Gheorghe Tattarescu s-au căsătorit avându-i ca nași pe Constantin Al. Kretzulescu și soția sa Luța, sub binecuvântarea Mitropolitului Nifon.

## Locul lui Tattarescu în  pictura românească
Trecând peste tarele sale și greșelile pe care le-a făcut în pictura bisericească sau în activitatea didactică, ceea ce interesează în ecuația vieții artistice a lui Gheorghe Tattarescu, sunt aspectele relevante ale picturii de șevalet pe care a desfășurat-o, precum și aportul pe care l-a avut în progresul picturii în România. Răspunsul pe care l-a dat istoricul și criticul de artă Ion Frunzetti a fost categoric -- „Este unul imens!” Se poate spune, a concluzionat Frunzetti, că există puțini pictori despre care se poate afirma că viața lor a coincis cu istoria picturii unei țări anume. Prin comparație cu artiștii contemporani lui, un Constantin Rosenthal, un Ion Negulici, un Barbu Iscovescu sau un Anton Chladek, au fost doar reprezentații unui anumit moment din istoria României. Ca atare, Anton Chladek a fost important pentru modul în care s-a conceput portretul la începuturile picturii laice din deceniul al patrulea și al cincilea al secolului al XIX-lea din spațiul românesc. Ceilalți trei pictori au marcat momentul Revoluției românești din 1848. Ei au reprezentat o evoluție în artă prin noul concept care spunea că arta poate sluji unui scop mai presus de ea în evoluția unei colectivități naționale. Ea a promovat portretul semnificativ, istoric și documentar, îmbogățit cu valori afective, devenind astfel un punct aflat pe granița spre un gen nou numit, portretul alegoric.
Constantin Lecca a fost cel care a reprezentat o revenire la valorile tradiționale ale portretului de familie a burgheziei, într-un moment de reacțiune postfactum a nereușitei revoluției de la 1848. El a fost practic ultimul zugrav de subțire, un narator al legendelor pseudo-istorice ce slujeau unui program ideologic și un furnizor de efigii noii clase burgheze aflată în plină ascensiune. Lecca se afla în mare vogă în epoca abolirii programului social, dar a decăzut imediat după modernizarea Principatelor Unite ale Moldovei și Țării Românești care a fost declanșată prin unirea Principatului Moldovei cu Țara Românească din anul 1859. Gloria lui Lecca a fost decimată de faima celor care au sosit de la studiile pe care le-au făcut în străinătate - Gheorghe Tattarescu și Theodor Aman. Dacă Aman s-a dovedit a fi omul celei de a doua jumătăți a secolului al XIX-lea, Tattarescu, prin prisma începuturilor sale penibile de zugrav de biserici, face parte din primitivii picturii românești. Artistul Gheorghe Tattarescu a parcurs toate etapele de dezvoltare a școlii românești de pictură, de la fazele precursoare, incipiente și până la declin.
Gheorghe Tattarescu a ajuns să practice pictura într-o epocă în care zugravii de biserici, care aparțineau unei tradiții bizantine, au început să-și dea seama care ar fi căile prin care să modernizeze și să înnoiască cu elemente ale realității rutinatul meșteșug pe care-l practicau într-o pictură codificată. Ion Frunzetti a apreciat că artistul român era din copilărie pătruns de spiritul bizantin al picturii autohtone. El a beneficiat de lecții de pictură de la unul din zugravii laici - Nicolae Teodorescu, fapt care a dus la asimilarea de către acesta și a tresăririlor de personalitate de tip laic ale mentorului său. Astfel, spunea Frunzetti, formarea sa a corespuns momentului istoric în care punctul de vedere realist a început să fie introdus în școlile mânăstirești, prin umanizarea Erminiilor cu elemente de observație.
Pictorul român a intrat în contact cu această artă încă de la începuturile picturii de șevalet de tip occidental din România. Și-a făcut studiile în Italia, a fost în Franța și s-a întors la București cu un meșteșug înnoit. L-a pus în valoare pentru exprimarea ideilor revoluționare de la 1848 și și-a împărtășit tristețea ca urmare a eșecului acesteia, Tattarescu a revenit la București în 1851 într-un mediu cultural rarefiat, într-o perioadă de reacțiune care a precedat Unirea Principatelor. El a fost cel care s-a implicat în crearea de condiții reformatoare care au asigurat apariția unor organisme prin care manifestarea artei să fie asigurată de forme de învățământ instituționalizat. Tattarescu este astăzi considerat ca pionier al artei românești. El a fost primul artist care a înfățișat țăranul român, primul peisagist român și unul dintre cei mai importanți cercetători pentru conservarea și descoperirea tezurului istoric din România. Gheorghe Tattarescu a servit pictura românească și în momentele ei de criză și a scos-o la un liman, de unde, a fost preluată de Theodor Aman. Din acel moment, el a jucat un rol secundar ca profesor, în care a format elevi la Școala de Belle Arte din București.
Tattarescu a răspândit în România valorile europene și a fost un apologet al valorilor naționale în străinătate. Tattarescu a fost simbolul viu al picturii românești până la marea lansare a lui Nicolae Grigorescu din anul 1873 la marea expoziție a Societății Amicilor Bellelor-Arte de la Hotel Herdan din București. El a fost un zugrav medieval de biserici, un iconar laicizant, un bursier academist al statului în Italia, un portretist inovator. Ca autor academist, el a urmărit să figureze ideologia progresistă a timpului său folosind știința și tehnologia, pe care le-a asimilat, pentru a crea compoziții istorice al căror rol era de a răspândi mesaje propagandistice prin litografiere.
Când a venit momentul în care pictura românească a evoluat la factura impresionistă, el s-a retras din prim-planul artei, rămânând același abstractor al sensurilor generale. A rămas  ca un oarecare meșteșugar, un tehnician și specialist și și-a continuat activitatea sobru și tăcut. Ca un sumar al activității sale, el a rămas istoriei ca un zugrav de biserici, dar elevii pe care i-a format, nu puțini, s-au coagulat în așa numitul stil Tattarescu, curent care a coincis cu tradiția uniliniară a picturii autohtone - interesul pentru om, pentru marea compoziție istorică și portretistică. Toate aceste tradiții au fost prezente în permanență în arta românească, chiar dacă au existat meandre datorate înrâuririlor occidentale. Prin Gheorghe Tattarescu, pictura din România a realizat o recapitulare de natură sintetică a tuturor acumulărilor cantitative și astfel, ea s-a pregătit pentru un semnificativ salt calitativ care a fost definit de anul 1870, an care a marcat marea epocă a lui Theodor Aman și lansarea lui Nicolae Grigorescu.

## Activitate expozițională
Gheorghe Tattarescu a format în jurul său încă din anul 1851, când s-a întors de la studii din Italia, o adevărată școală de pictură. El a amenajat în propria locuință un atelier în care primea elevi cu mult înainte de înființarea Școlii de Belle Arte din București. Unul din elevii săi cei mai importanți a fost Constantin I. Stăncescu, cel care i-a devenit și coleg de catedră la Academie. Stăncescu a obținut, cu sprijinul lui Tattarescu, o bursă de studii la Paris în detrimentul lui Nicolae Grigorescu care a concurat și el pentru obținerea ei în anul 1857. După cum se știe, Stăncescu s-a îndepărtat de fostul său mentor și a devenit cu timpul un dictator al mișcării artistice din România. De remarcat este că momentul de apogeu al lui Stăncescu a fost diferit de cel al lui Tattarescu.
Gheorghe Tattarescu a fost într-o ucenicie prelungită din anul 1827 până în 1852, un fel de Lehr-und Wanderjahre (ani de învățătură și rătăcire), urmată de o perioadă artistică deșertificată de perioada politică în care s-a desfășurat Războiul Crimeii. După anul 1858 s-a permanentizat o stare de interes pentru artă prin crearea de școli și muzee și au apărut expozițiile periodice începând din anul 1864 prin organizarea Expozițiilor artiștilor în viață. Pictorul Tattarescu a început să expună din anul 1864 și până în anul 1873, moment în care s-a retras din activitatea expozițională. În acești nouă ani pictorul a avut o influeță importantă în rândul tinerimii și valoarea sa artistică a intrat în conștiința publică. Cu toate că viața sa s-a derulat până la sfârșitul secolului al XIX-lea, Tattarescu este considerat în istoria artei din România ca fiind pictorul perioadei 1864-1873. Doar în anul 1881 a mai expus un tablou mai vechi. De menționat este că anii care limitează această perioadă sunt și ei jaloane importante, definitorii, în istoria mișcării artistice din România. Astfel, anul 1864 este anul înființarii la sugestia lui Tattarescu a Școlii de Belle Arte din București și apusul epocii lui Constantin Lecca și anul 1873 care este momentul afirmării definitive a pictorului național, Nicolae Grigorescu, și apusul epocii lui Tattarescu și Theodor Aman.
Lecția pe care a dat-o Grigorescu la expoziția Societății Amicilor Bellelor-Arte de la Hotel Herdan din București din 1873, a fost una prin care  a îndemnat artiștii spre pictura de plein-air, spre redarea naturii, a peisajului și a prezenței omului în natură. Grigorescu a captat atenția publicului care a început să judece totul după maniera și tematica acestuia, în acest fel s-a constatat o generalizare a gustului spre peisaj și spre scene din viața țăranului român, a tuturor artiștilor autohtoni. După un astfel de succes și cei mai academiști pictori români au căpătat un flux înnoitor, fără a se mai comenta influența pe care Grigorescu a avut-o asupra tinerilor ca Ion Andreescu. Cum Tattarescu a fost unul dintre cei mai prestigioși academiști ai acelei epoci și cel care a înființat școala românească de pictură împreună cu Aman și au organizat împreună expoziții oficiale periodice, întreaga sa epopee nu ar putea fi înțeleasă fără a lua în considerare un alt bursier român, cu mai puțină strălucire ca Tattarescu, și anume Petre Alexandrescu.
Tattarescu a fost un susținător fervent al Expozițiilor artiștilor în viață, la ediția din anul 1868 a luat medalia a II-a cu un portret al lui Bacaloglu. La Expoziția Amicilor Bellelor Arte din 1873, el a îndeplinit funcția de casier. În acest an a trimis trei lucrări la Expoziția internațională de la Viena. Conform catalogului manifestării, Die rümanische Abteilung, Tattarescu a expus Deșteptarea României, Decebal și Portretul Arhimandritului Rovin Tărgșoreanu.